# Środowisko wewnętrzne
Środowisko wewnętrzne organizmu (fr. milieu intérieur, łac. medium organismi internum) – termin ukuty przez francuskiego fizjologa Claude Bernarda w odniesieniu do płynu pozakomórkowego i jego fizjologicznych możliwości zapewnienia ochrony (stabilności) tkanek organów wielokomórkowych organizmów żywych.
Na środowisko wewnętrzne ciała składają się – krew, limfa, tkanki i płyn mózgowo-rdzeniowy.
Płyn pozakomórkowy nie posiada własnego zbiornika i znajduje się pomiędzy komórkami w tkankach ciała.